# Karin Andersson (konstnär)
Karin Andersson född 14 augusti 1902 i Nors församling i Värmland, död 6 mars 1965 i Fritsla i Västergötland, var en svensk konstnär.
Hon var dotter till byggmästaren Johan Gabrielsson och Gustava Karlsson samt från 1927 gift med kantorn Hilding Andersson.
Andersson avlade folkskollärarexamen 1923 därefter deltog hon i en teckningskurs på Nääs slott 1923 och deltog i aftonkurser i målning och teckning vid Slöjdföreningens skola i Göteborg 1925-1927 samt Valands konstskola vintern 1940. Hon företog studieresor till Tyskland, Österrike samt Norge.
Hennes arbeten består av landskap, stilleben och porträtt.